# Llei sobre la bandera i l'himne nacional
La llei sobre la bandera i l'himne nacional (japonès: 国旗及び国歌に関する法律, hepburn: Kokki Oyobi Kokka ni Kansuru Hōritsu, abreujada: 国旗国歌法) és una llei que establí formalment la bandera i l'himne nacional del Japó. Abans de ratificar-se el 13 d'agost de 1999, no hi havia cap bandera o himne oficial del Japó. La bandera nisshōki (日章旗), coneguda habitualment com hinomaru (日の丸), havia representat Japó de manera no oficial des del 1870; el Kimigayo s'havia emprat com a himne de facto del Japó des de 1880.
Després de la derrota del Japó en la Segona Guerra Mundial, hi hagué suggeriments per legislar el hinomaru i Kimigayo com a símbols oficials del Japó. Però no guanyà la majoria en la Dieta al 1974 a causa de la connexió dels símbols amb la història militarista del Japó. Se suggerí que es feren oficials després que un director d'escola se suïcidés a Hiroshima per una disputa sobre l'ús de la bandera i l'himne en una cerimònia escolar.
Després d'una votació en ambdues cambres de la Dieta, la llei s'aprovà el 9 d'agost de 1999. Promulgada el 13 d'agost de 1999, es considerà una de les lleis més polèmiques aprovades per la Dieta. El debat sobre la llei també palesà una divisió en la direcció de l'opositor Partit Democràtic del Japó (PDJ) i la unitat del Partit Liberal Democràtic (PLD) i socis de la coalició.
L'aprovació de la llei es rebé amb reaccions oposades. Tot i que alguns japonesos aclamaren l'aprovació, altres pensaven que era un canvi cap a la restauració dels sentiments nacionalistes i la cultura. Als estats ocupats pel Japó en la Segona Guerra mundial, alguns creien que l'aprovació de la llei, amb els debats sobre les lleis relacionades amb afers militars i el santuari Yasukuni, marcaren un canvi al Japó cap a la dreta política. Els reglaments i les ordres emeses pel govern arran d'aquesta llei, especialment per la Junta d'Educació de Tòquio, també foren impugnats als tribunals per alguns japonesos, a causa dels conflictes amb la Constitució.

## Text de la llei
La llei sobre la bandera i l'himne nacional fixà el Nisshōki com a bandera nacional i el Kimigayo com l'himne nacional. Els detalls sobre cada símbol es presentaren en els apèndixs, incloent-hi les especificacions per a la construcció de la bandera i la partitura de Kimigayo. La llei feu disposicions sobre l'ús o el tractament d'un o un altre símbol, la qual cosa dugué diferents agències i ministeris nacionals i prefectures a crear les seues pròpies reglamentacions. Si les regles sobre l'ús de la bandera i l'himne s'hagueren inclòs en la llei, no hauria rebut prou suport en la Dieta per ser aprovada.

### Disposicions relatives a la bandera

Un diagrama que il·lustra la relació de la col·locació i la grandària dels elements de la bandera.

Els detalls del dibuix i la construcció de la bandera es proporcionen en el primer apèndix. La relació global de la bandera és de dues unitats de longitud per tres unitats d'ample (2:3). El disc roig es troba al centre exacte de la bandera i el seu diàmetre és de tres cinquenes parts de la longitud de la bandera. La llei de 1999, però, permetia l'ús continu i la fabricació de banderes amb les proporcions establertes en la primera Proclamació del Ministre núm. 57 de 1870, que estipulava que la bandera tenia una relació de set a deu (7.10), amb el disc roig descentrat per una centena de la longitud de la bandera cap al costat de la beina. El fons de la bandera és de color blanc i el disc roig, però els tons exactes no se'n detallaren en la llei de 1999. Les especificacions publicades pel Ministeri de Defensa al 2008 defineixen els tons de roig per a la bandera. Durant les deliberacions en la Dieta sobre aquest projecte de llei, se suggerí que usara un color roig brillant aka iro (赤色).

### Disposicions relatives a l'himne
| Kimigayo |
| |
| Kimigayo (君が代), 'El regne del nostre emperador' és l'himne nacional del Japó. La mostra és interpretada per la banda de l'acadèmia militar "Toyama" (1930). |
| |

La lletra i la notació musical de l'himne s'aporten en el segon apèndix. El text de la llei no atribueix a cap artista la lletra o la música, però la notació atribueix a Hiromori Hayashi l'arranjament musical. L'evidència suggereix que Yoshiisa Oku i Hayashi Akimori (fill de Hiromori) foren els autors de la música; Hiromori Hayashi hi havia posat el seu nom quan actuà com a supervisor i músic suprem de la cort imperial. La cançó fou presentada també com una melodia d'estil occidental per Franz Eckert i s'ha utilitzat des de 1880. Les lletres en la partitura estan en hiragana, i no hi ha cap esment d'un tempo per a l'arranjament vocal. L'himne s'interpreta en do major en compàs de quatre quarts (4/4).

## HinomaruiKimigayoabans de 1999
El hinomaru fou molt utilitzat en banderes militars del període Sengoku als s. XV i XVI. Durant la Restauració Meiji, el 27 de febrer de 1870 (27 de gener, tercer any de Meiji en el calendari japonés), la bandera fou oficialment adoptada com el pavelló civil per la Proclamació núm. 57. El hinomaru fou legalment la bandera nacional des de 1870 fins a 1885, però la llei japonesa no dissenyà cap bandera nacional des de 1885 fins a 1999 perquè amb la modernització del gabinet, totes les declaracions del Consell d'Estats previ s'aboliren. Malgrat això, diverses banderes militars del Japó es basen en el disseny del hinomaru, incloent el disc solar de la Insígnia Naval. El hinomaru s'usà per dissenyar altres banderes japoneses, i el seu ús fou severament restringit durant els primers anys de l'ocupació del Japó després de la Segona Guerra mundial, tot i que aquestes restriccions es relaxaren després.
Kimigayo és un dels himnes nacionals més curts del món, amb 11 compassos i 32 caràcters. La lletra es basa en un poema yamato-uta escrit en el període Heian (794–1185) i canta una melodia composta en el període Meiji (1868–1912). El 1869, John William Fenton, líder d'una banda militar irlandesa, va notar que no hi havia himne nacional al Japó, i suggerí Ōyama Iwao, un oficial del Clan Shimazu, que en fera un. Ōyama hi estigué d'acord, i en seleccionà la lletra.
La lletra sembla haver estat escollida per la seua semblança a l'himne nacional britànic a causa de la influència de Fenton. Després de triar la lletra de l'himne, Ōyama demanà a Fenton que en fes la melodia. Aquesta va ser la primera versió del Kimigayo, que fou descartada perquè la melodia "mancava de solemnitat". Al 1880, l'Agència de la Casa Imperial adoptà l'actual melodia de Kimigayo i es declarà himne nacional pel govern el 1888. Al 1893, Kimigayo fou inclòs en les cerimònies de les escoles públiques pels esforços del ministre d'Educació. Durant l'ocupació americana del Japó, no hi havia directives del Comandant Suprem de les Forces Aliades per restringir l'ús del Kimigayo pel govern japonés. Però només es tocava la partitura de Kimigayo en les cerimònies oficials després de la guerra; la lletra no es cantava.

## Antecedents de la legislació
La proposta de llei es feu arran del suïcidi d'un director de l'escola d'Hiroshima, que no podia resoldre una disputa entre la seua junta escolar i els seus mestres sobre l'ús del Hinomaru i el Kimigayo. El director de l'Escola Superior de Sera, Ishikawa Toshihiro, se suïcidà la nit abans de la cerimònia de graduació de la seua escola. La Prefectura d'Hiroshima de la Junta Escolar exigia que tots els directors garantiren l'ús de tots dos símbols en cada cerimònia d'escola, però els professors de la Secundària Sera s'hi oposaren vehementment. Toshihiro es llevà la vida per no haver obtingut el suport dels seus mestres sobre aquest tema.
El suïcidi de Toshihiro, amb les protestes dels mestres en la cerimònia de graduació de la Preparatòria de Sela, dugué al primer ministre Keizō Obuchi, del Partit Liberal Democràtic (PLD) a redactar la legislació perquè el Hinomaru i el Kimigayo foren els símbols oficials del Japó. Intentà introduir la legislació l'any 2000, però el seu secretari en cap del Gabinet, Hiromu Nonaka, ho feu coincidir amb el novembre de 1999, el desè aniversari de la coronació de l'emperador Akihito.
Aquesta no era la primera vegada en què es proposava una llei per fer oficials els símbols Hinomaru i Kimigayo. Després de la devolució de Okinawa al Japó el 1972 i la crisi del petroli de 1973, el llavors primer ministre Tanaka Kakuei insinuà que legalitzaria l'ús de tots dos símbols, un moviment fet per augmentar la seua popularitat entre els votants conservadors. En aquell moment el Sindicat de Mestres del Japó s'oposava a utilitzar l'himne, perquè "es considerava una (bufetada) al desig de l'emperador" i fou vist com una connexió amb el militarisme de preguerra. Encara que la taxa d'alfabetització al Japó era del 99% llavors, molts estudiants ni tan sols sabien què era Kimigayo o com cantar-lo. A més d'instruir les escoles per ensenyar i tocar el Kimigayo, Kakuei volia que els alumnes aixequessin la bandera i llegiren el Rescripte Imperial sobre l'Educació, dictat per l'emperador Meiji el 1890, cada matí. Kakuei no reeixí a aprovar la legislació en la Dieta.

## Postures dels partits polítics

### A favor
Els principals partits conservadors del Japó, el Partit Liberal Democràtic i el Partit Liberal, foren els principals partidaris del projecte de llei de 1999. El secretari del PLD Yoshiro Mori digué al juny d'aquest any que el poble japonés havia acceptat el Hinomaru i el Kimigayo com a símbols nacionals. El president del Partit Liberal, Ichiro Ozawa, es feu ressò del mateix sentiment i creia que la Dieta no podia opinar d'una altra manera. El Nou Kōmeitō, conegut també com el Partit del Govern Net, o PGL, fou inicialment caut sobre el projecte de llei. Tot i que alguns dels seus líders acceptaven que tots dos símbols foren acceptats pel poble, creien que establir la idea com una llei seria una violació de la Constitució. El PGL recolzà el projecte de llei a canvi de ser admés dins de la coalició del PLD.

### En contra
El Partit Socialdemòcrata (PSDJ) i el Partit Comunista Japonés (PCJ) s'oposaren al projecte de llei per les connotacions de tots dos símbols amb l'època de guerra, i perquè al públic no se li havia donat l'opció de resoldre l'assumpte amb un referèndum. El president del PCJ deia que el partit preferiria nous símbols que representaren un Japó democràtic i pacífic. L'oposició del PSDJ feu un canvi en la seua postura prèvia cap als símbols; el primer ministre Tomiichi Murayama del Partit Socialista del Japó (el nom anterior del PSDJ) acceptà el Hinomaru i el Kimigayo com a símbols del Japó a canvi de suport per part del PLD en la Dieta el 1994.

### El Partit Democràtic del Japó
El llavors president del Partit Democràtic del Japó (PDJ), Naoto Kan, digué que el seu partit havia de donar suport a la llei perquè en reconeixia tots dos com a símbols del Japó. Llavors el sotssecretari general Yukio Hatoyama creia que la llei causaria més problemes als oficials de les escoles i avalots entre els grups d'esquerra que s'oposaven a la bandera i l'himne. El PDJ proposà una esmena a la llei que designava el Hinomaru com a bandera nacional, però no li donava al Kimigayo un estatus especial; se n'havia de trobar un himne alternatiu. El 16 de juliol, el PDJ n'emeté la seua esmena; si fos rebutjada, als membres del partit se'ls permetria votar lliurement. Altres grups enviaren els seus projectes de llei en contra de la legislació del govern; totes foren rebutjades abans del vot principal sobre la proposta de llei.

## Opinió pública
La setmana abans de la votació en la Cambra de Consellers, The Japan Times feu una enquesta a Tòquio, Osaka i Hiroshima. Nou de cada deu enquestats preferien el Hinomaru com a bandera nacional, i sis de cada deu recolzava el Kimigayo com l'himne nacional. En general, el 46% estava a favor del projecte de llei. Alguns pensaven que el Kimigayo era un himne inadequat per al Japó modern; alguns participants suggeriren la cançó "Sakura Sakura" en el seu lloc. Un altre suggeriment fou mantenir la melodia de Kimigayo però substituint-ne la lletra.
Al març de 1999 una enquesta del Yomiuri Shimbun i una altra del Consell de Recerca del Japó sobre Enquestes d'Opinió Pública al juliol de 1999 donaren resultats diferents de l'enquesta duta a terme per The Japan Times. En la primera, presa després del suïcidi de Toshihiro, el 61% considerava que els símbols del Japó havien de ser el Hinomaru com a bandera i el Kimigayo com l'himne; el 64% considerava que es podien utilitzar tots dos símbols en les cerimònies escolars i un percentatge creia que els símbols s'havien de legalitzar. L'enquesta del Consell de Recerca del Japó sobre Enquestes d'Opinió Pública en mostrà resultats semblants: el 68% creia que tant el Hinomaru i el Kimigayo eren símbols del Japó, i el 71% recolzava el projecte de llei en la Dieta. Ambdues enquestes inclogueren poc menys de 2.000 enquestats. Hi hagué un 15% més de suport a el Hinomaru que al Kimigayo; la lletra del Kimigayo s'associava amb l'emperador. Les dues enquestes també palesaven que les generacions anteriors tenien més inclinació als símbols, mentre que les generacions més joves hi van mostrar sentiments més negatius.

## Vots
La Cambra de Representants aprovà el projecte de llei el 22 de juliol de 1999, amb una votació de 403 a 86. La legislació s'envià a la cambra de consellers el 28 de juliol i s'aprovà el 9 d'agost per un 166 a 71 de vots. Va ser promulgada com a llei el 13 d'agost.
| Vots de la Cambra de Representants | Vots de la Cambra de Representants | Vots de la Cambra de Representants | Vots de la Cambra de Representants | Vots de la Cambra de Representants | Vots de la Cambra de Representants |
| Partit                             | A favor                            | En contra                          | Abstencions                        | No presents                        | Total                              |
| ---------------------------------- | ---------------------------------- | ---------------------------------- | ---------------------------------- | ---------------------------------- | ---------------------------------- |
| Partit Democràtic del Japó         | 45                                 | 46                                 | 0                                  | 1                                  | 92                                 |
| Partit Liberal Democràtic del Japó | 260                                | 0                                  | 0                                  | 0                                  | 260                                |
| Komeito                            | 52                                 | 0                                  | 0                                  | 0                                  | 52                                 |
| Partit Liberal                     | 38                                 | 0                                  | 0                                  | 1                                  | 39                                 |
| Partit Comunista                   | 0                                  | 26                                 | 0                                  | 0                                  | 26                                 |
| Partit Socialista                  | 0                                  | 14                                 | 0                                  | 0                                  | 14                                 |
| Independents                       | 8                                  | 0                                  | 0                                  | 8                                  | 16                                 |
| Total                              | 403                                | 86                                 | 0                                  | 10                                 | 499                                |

| Vots de la Cambra de Regidors      | Vots de la Cambra de Regidors | Vots de la Cambra de Regidors | Vots de la Cambra de Regidors | Vots de la Cambra de Regidors | Vots de la Cambra de Regidors |
| Partit                             | A favor                       | En contra                     | Abstencions                   | No presents                   | Total                         |
| ---------------------------------- | ----------------------------- | ----------------------------- | ----------------------------- | ----------------------------- | ----------------------------- |
| Partit Democràtic del Japó         | 20                            | 31                            | 5                             | 0                             | 56                            |
| Partit Liberal Democràtic del Japó | 101                           | 0                             | 0                             | 0                             | 101                           |
| Komeito                            | 24                            | 0                             | 0                             | 0                             | 24                            |
| Partit Liberal                     | 12                            | 0                             | 0                             | 0                             | 12                            |
| Partit Comunista                   | 0                             | 23                            | 0                             | 0                             | 23                            |
| Partit Socialista                  | 0                             | 13                            | 0                             | 0                             | 13                            |
| Independents                       | 9                             | 4                             | 0                             | 9                             | 22                            |
| Total                              | 166                           | 71                            | 5                             | 9                             | 251                           |

## Reaccions

### Nacional
El primer ministre Obuchi es va mostrar entusiasmat per l'aprovació de la llei, perquè establia una "base clara en la llei escrita" per a l'ús dels símbols. Pensava que era un pas important perquè Japó "estiguera en el segle xxi". L'emperador Akihito no feu comentaris sobre la llei en una conferència de premsa en el seu aniversari (23 de desembre), a causa de la prohibició constitucional per a l'emperador de parlar sobre assumptes polítics. Però n'expressà el seu descontentament al membre del Consell d'Educació de Tòquio Kunio Yonenaga al 2004 en esmentar que obligar professors i estudiants a honorar a la bandera i l'himne no era "desitjable". El cap de la Federació de Docents lloà la legislació, perquè creia que ajudaria a inculcar a les persones respecte als símbols del país, reduint així els incidents internacionals, com l'esbronc als himnes d'altres estats per part dels japonesos. La legislació també fou condemnada per alguns japonesos que menystenien les accions del seu país en la Segona Guerra mundial: sentien que tret que el govern emetés una disculpa formal, amb "penediment veritable" per aquells incidents, no veien cap raó per estar orgullosos de la bandera i l'himne.
En l'educació, un camp de batalla on es lliurà la utilització dels símbols, les reaccions també foren mixtes. La guia del pla d'estudis de 1999 decreta que "en l'entrada i les cerimònies de graduació, les escoles han d'aixecar la bandera del Japó i instar els estudiants a cantar el Kimigayo (himne nacional), donada la importància de la bandera i la cançó".
En la prefectura d'Hiroshima, on es troba la preparatòria de Sera, la reacció en fou majoritàriament negativa. Com una de les dues prefectures afectades directament per la Segona Guerra mundial, l'educació a Hiroshima s'ha inclinat a l'esquerra pel que fa a la informació sobre els símbols i l'emperador, pel poder dels grups indígenes, com la Lliga d'Alliberament Buraku, i els sindicats docents. Allí, l'aprovació de la llei es veié com una "molèstia", contrària a les pràctiques educatives de la prefectura i incapaç de resoldre qüestions relacionades amb la guerra.

### Internacional
Més enllà del Japó, l'aprovació de la llei es rebé amb reaccions oposades. En la República Popular Xina i Corea del Sud, l'adopció oficial al 1999 de l’Hinomaru i el Kimigayo, amb els debats sobre l'estatus del santuari de Yasukuni, la cooperació militar entre els Estats Units i Japó, i la creació d'un míssil de defensa, s'ajuntà amb la idea que Japó s'estava movent cap a la dreta de l'espectre polític. Ambdues nacions havien estat ocupades per l'Imperi del Japó, i temien que el gir a la dreta reviuria la remilitarització japonesa.
El portaveu del Ministeri xinès d'Afers Exteriors declarà que el projecte de llei era un problema que els japonesos havien de resoldre per avançar el seu país cap a un futur de pau. A Singapur, les generacions més velles encara albergaven mals sentiments cap als símbols. El govern de les Filipines esperava que el Japó no tornara al militarisme, i que tenia dret a establir formalment els seus símbols nacionals.

## Ramificacions polítiques
Als membres del PDJ se'ls permeté votar-hi segons la seua consciència; i el lideratge del partit hi estava dividit. Hatoyama va superar la seua oposició i votà per la proposta, juntament amb el Secretari General del PDJ i Tsutomu Hata. Kan votà contra la proposta. Amb excepció del PDJ, cap partit va trencar la disciplina del partit. Irònicament, Hatoyama volgué utilitzar el seu vot a la proposta com una espenta als seus companys membres del PDJ per a la unitat. La meitat del PDJ recolzà la proposta i en feu més fàcil l'aprovació del projecte de llei. La divisió del vot del PDJ demostrà la falta d'unitat dels seus membres.
Un altre factor que anà a favor de l'aprovació de la llei fou la coalició del PLD, el Partit Liberal i el PGL. En la Dieta, la unió entre el PLD i el Partit Liberal els donà majoria en la cambra menor però no en la Cambra de Regidors. El lideratge del PLD considerava a Ozawa un traïdor, però necessitava a ell i al seu partit per formar coalició per governar. Tot i que el PGL tenia un nombre relativament petit d'escons (52) en la cambra baixa i no tenia res en comú amb el PLD políticament, li atreia la idea de ser part del gabinet regnant i recolzà el PLD per aprovar la llei. El Partit Socialdemòcrata abandonà algunes plataformes clau per al partit, com la seua primera oposició als símbols, tractats de seguretat amb els Estats Units i l'existència de les Forces d'Autodefensa del Japó, per unir-se a la coalició. L'únic partit que hi mantingué la seua posició durant tot el debat fou el Partit Comunista; el PGL, el Partit Liberal i el PSDJ canviaren de bàndol per donar suport a la llei.
Aquest canvi de votació feu que un periodista del The Japan Times qüestionara la racionalitat dels polítics del país sobre l'aprovació de la llei.

## Aplicació i litigis
Quan la llei s'aprovà, el primer ministre Obuchi i altres oficials digueren que no es pretenia regular l'ús de la bandera i l'himne en la vida diària. Però la guia de pla d'estudis del 1999 enviada pel ministre d'Educació després de l'aprovació de la llei sobre la bandera i l'himne nacional decreta que "en l'entrada i les cerimònies de graduació, les escoles han d'alçar la bandera del Japó i instar els estudiants a cantar el Kimigayo (himne nacional), donada la importància de la bandera i la cançó".
Les escoles de Kyūshū, la principal illa meridional del Japó, foren les primeres a aplicar la normativa. A Tòquio, s'aplicà al 2003. A la junta d'oficials escolars se li obligà a registrar els noms dels professors que no es posaren dempeus o cantaren, i la bandera s'havia de col·locar durant les cerimònies. Les sancions hi eren renys, cursos de reeducació, retallades salarials, pèrdua dels drets de terminació, promogudes per Shintaro Ishihara, governador de Tòquio. El 2004, 243 professors foren represaliats i 67 van ser advertits per no seguir les polítiques o per fer que els seus estudiants no honoraren tots dos símbols.
Una ciutat de la Prefectura de Fukuoka va mesurar i classificar cada escola en quina mesura cantaven els estudiants el Kimigayo, però Tòquio fou l'única junta escolar que perpetrà càstigs a gran escala per no seguir la normativa. Segons la Junta Escolar de Tòquio, més de 400 persones hi han estat castigades des de 2004.

Alguns litigis foren arxivats per desafiar la normativa de Tòquio perquè l'ordre violava l'article 19 de la Constitució, que garanteix la "llibertat de pensament i consciència". La Cort del Districte de Tòquio s'alineà amb els professors, i dictaminà que els professors no podien ser forçats a posar-se dempeus o cantar. Però les seues decisions foren apel·lades o han estat revocades pel Tribunal Superior de Tòquio, el qual dictaminà que l'ordre no representa una violació de la Constitució. Més d'una dotzena de plets, que van des de la constitucionalitat de l'ordre de Tòquio fins a la compensació als professors castigats, han estat arxivats en les corts japoneses. L'últim, presentat el 2011, fou rebutjat per la Cort Suprema; la Cort va estar d'acord amb el Tribunal Superior de Tòquio que requerir als professors posar-se dempeus pel Kimigayo no era una violació de la Constitució. Després d'aquesta sentència, l'Assemblea de la Prefectura d'Osaka aprovà un decret el 3 de juny de 2011 que ordena als professors i altres empleats d'escoles d'Osaka a posar-se dempeus i cantar quan toquen el Kimigayo en les cerimònies escolars.